# Daphnella margaretae
Daphnella margaretae är en snäckart som beskrevs av Israel Lyons 1972. Daphnella margaretae ingår i släktet Daphnella och familjen kägelsnäckor. Inga underarter finns listade i Catalogue of Life.